# Hadley (Nowy Jork)
Hadley – miasto w Stanach Zjednoczonych, w stanie Nowy Jork, w hrabstwie Saratoga.